# Mirhipipteryx lilo
Mirhipipteryx lilo är en insektsart som beskrevs av Günther, K.K. 1969. Mirhipipteryx lilo ingår i släktet Mirhipipteryx och familjen Ripipterygidae.

## Underarter
Arten delas in i följande underarter:
- M. l. granchacensis
- M. l. lilo